# New Man (estereotipo)
El new man (en español: hombre nuevo) era un arquetipo de comportamiento masculino creado por los medios de comunicación, ampliamente discutido en los medios de comunicación del Reino Unido a finales de los años 1980 y 1990. El «hombre nuevo» era típicamente representado –positiva o negativamente– como un varón heterosexual que combinaba dos características principales: una preocupación por el estilo y el aseo personal con actitudes ampliamente profeministas. Desde principios de los años 1990, el concepto de «new lad» surgió en deliberadamente contraste con el de «new man»; la cultura juvenil dominante de finales de los años 90 se explicaba a menudo como una reacción masculina contra el indeseable afeminamiento del «nuevo hombre».
Académicos de estudios de género como Rosalind Gill han considerado que el discurso en torno al «hombre nuevo» marca un momento significativo de cambio social, cuando la masculinidad fue por primera vez muy amplia y abiertamente discutida, en lugar de ser entendida como la «norma invisible y no marcada de la existencia y experiencia humana».